# Urawa Red Diamonds 2013
Questa voce raccoglie le informazioni riguardanti gli Urawa Red Diamonds nelle competizioni ufficiali della stagione 2013.

## Maglie e sponsor
La Nike elimina ogni motivo decoratore alle divise, su cui appaiono solamente gli sponsor (con Polus che sostituisce Savas come sponsorizzazione ufficiale) e il numero del giocatore.
| Manica sinistra · Maglietta · Manica destra · Pantaloncini · Calzettoni | Manica sinistra · Maglietta · Manica destra · Pantaloncini · Calzettoni | Manica sinistra · Maglietta · Manica destra · Pantaloncini · Calzettoni |

## Rosa
| N. |                     | Ruolo | Calciatore          |
| -- | ------------------- | ----- | ------------------- |
| 1  | Giappone (bandiera) | P     | Norihiro Yamagishi  |
| 2  | Giappone (bandiera) | D     | Keisuke Tsuboi      |
| 3  | Giappone (bandiera) | D     | Tomoya Ugajin       |
| 4  | Giappone (bandiera) | D     | Daisuke Nasu        |
| 5  | Giappone (bandiera) | D     | Tomoaki Makino      |
| 6  | Giappone (bandiera) | D     | Nobuhisa Yamada     |
| 7  | Giappone (bandiera) | C     | Tsukasa Umesaki     |
| 8  | Giappone (bandiera) | C     | Yōsuke Kashiwagi    |
| 10 | Brasile (bandiera)  | C     | Márcio Richardes    |
| 11 | Giappone (bandiera) | C     | Kunimitsu Sekiguchi |
| 12 | Giappone (bandiera) | D     | Koji Noda           |
| 13 | Giappone (bandiera) | C     | Keita Suzuki        |
| 14 | Giappone (bandiera) | C     | Tadaaki Hirakawa    |
| 17 | Giappone (bandiera) | D     | Mitsuru Nagata      |

| N. |                     | Ruolo | Calciatore       |
| -- | ------------------- | ----- | ---------------- |
| 18 | Giappone (bandiera) | P     | Nobuhiro Kato    |
| 19 | Giappone (bandiera) | A     | Toyofumi Sakano  |
| 21 | Serbia (bandiera)   | A     | Ranko Despotović |
| 22 | Giappone (bandiera) | C     | Yūki Abe         |
| 23 | Giappone (bandiera) | C     | Masaya Nozaki    |
| 24 | Giappone (bandiera) | A     | Genki Haraguchi  |
| 25 | Giappone (bandiera) | P     | Koki Otani       |
| 26 | Giappone (bandiera) | D     | Takuya Nagata    |
| 27 | Giappone (bandiera) | C     | Shūto Kojima     |
| 28 | Giappone (bandiera) | D     | Takuya Okamoto   |
| 29 | Giappone (bandiera) | C     | Shinya Yajima    |
| 30 | Giappone (bandiera) | A     | Shinzō Kōroki    |
| 34 | Giappone (bandiera) | C     | Naoki Yamada     |
| 46 | Giappone (bandiera) | D     | Ryōta Moriwaki   |

## Calciomercato

### Sessione invernale
| Acquisti | Acquisti              | Acquisti            | Acquisti |
| R.       | Nome                  | da                  | Modalità |
| -------- | --------------------- | ------------------- | -------- |
| D        | Tomoaki Makino        | Colonia             |          |
| D        | Daisuke Nasu          | Kashiwa Reysol      |          |
| D        | Ryōta Moriwaki        | Sanfrecce Hiroshima |          |
| D        | Takuya Nagata         | Thespa Gunma        |          |
| C        | Kunimitsu Sekiguchi   | Vegalta Sendai      |          |
| C        | Jun Aoyama            | Tokushima Vortis    |          |
| A        | Shinzō Kōroki         | Kashima Antlers     |          |
| A        | Kazuki Hara           | Kyoto Sanga         |          |
| A        | Toyofumi Sakano       | Meiji Daigaku       |          |
| A        | Sergio Ariel Escudero | Seoul               |          |

| Cessioni | Cessioni              | Cessioni         | Cessioni |
| R.       | Nome                  | a                | Modalità |
| -------- | --------------------- | ---------------- | -------- |
| D        | Matthew Špiranović    | Al-Arabi         |          |
| D        | Mizuki Hamada         | Albirex Niigata  |          |
| C        | Popó                  | Vissel Kōbe      |          |
| C        | Shunki Takahashi      | JEF United       |          |
| C        | Jun Aoyama            | Tokushima Vortis |          |
| A        | Tatsuya Tanaka        | Albirex Niigata  |          |
| A        | Kazuki Hara           | Kyoto Sanga      |          |
| A        | Sergio Ariel Escudero | Seoul            |          |

## Risultati

### Campionato

#### Girone di andata
| Arbitro: | Yamauchi |

|              |           |                             |
| Morisaki 55’ | Marcatori | 38’ Kashiwagi 51’ Haraguchi |

| Arbitro: | Sato |

|            |           |  |
| Ugajin 54’ | Marcatori |  |

| Arbitro: | Yamamoto |

|                          |           |                      |
| Marutani 3’ Takamatsu 5’ | Marcatori | 8’ Haraguchi 42’ Abe |

| Arbitro: | Toma |

|  |           |                                  |
|  | Marcatori | 6’ Makino 90+2’ Márcio Richardes |

| Arbitro: | Matsuo |

|                              |           |           |
| Moriwaki 78’ Haraguchi 90+2’ | Marcatori | 26’ Maeda |

| Arbitro: | Yoshida |

|                          |           |  |
| Koroki 30’ Kashiwagi 73’ | Marcatori |  |

| Arbitro: | Iida |

|                   |           |  |
| Ljubijankič 45+2’ | Marcatori |  |

| Arbitro: | Kimura |

|  |           |          |
|  | Marcatori | 63’ Baré |

| Arbitro: | Ogiya |

|                            |           |                        |
| Sugimoto 63’ Yamaguchi 87’ | Marcatori | 71’ Haraguchi 82’ Nasu |

| Arbitro: | Sato |

|                                 |           |            |
| Nasu 67’ Koroki 78’ Umesaki 89’ | Marcatori | 63’ Nozawa |

| Arbitro: | Nakamura |

|                                                                   |           |                         |
| Abe 26’ Makino 49’ Koroki 65’ Haraguchi 81’ Nasu 89’ Yajima 90+4’ | Marcatori | 56’ Okada 66’ Takahashi |

| Arbitro: | Murakami |

|                      |           |                                                                         |
| Tanaka 76’ Kondo 86’ | Marcatori | 17’ Haraguchi 45’, 63’ Kashiwagi 69’, 87’ Márcio Richardes 79’ Moriwaki |

| Arbitro: | Takayama |

|         |           |         |
| Abe 80’ | Marcatori | 88’ Ota |

| Arbitro: | Fukushima |

|  |           |          |
|  | Marcatori | 84’ Nasu |

| Arbitro: | Kimura |

|                          |           |                       |
| Koroki 81’ Haraguchi 86’ | Marcatori | 11’ Mita 56’ Hasegawa |

| Arbitro: | Hirose |

|                                                          |           |  |
| Nakamura 28’ Renatinho 30’ Yamamoto 43’ Okubo 48’ (rig.) | Marcatori |  |

| Arbitro: | Yoshida |

|                     |           |                                       |
| Nasu 17’ Makino 28’ | Marcatori | 10’ Marquinhos 63’ Saito 82’ Kurihara |

#### Girone di ritorno
| Iwata 31 luglio 2013 | Júbilo Iwata | – | Urawa Reds | Yamaha Stadium |

| Saitama 3 agosto 2013 | Urawa Reds | – | Sanfrecce | Saitama Stadium 2002 |

| Nagoya 10 agosto 2013 | Nagoya Grampus | – | Urawa Reds | Mizuho Athletic Stadium |

| Saitama 17 agosto 2013 | Urawa Reds | – | Oita Trinita | Saitama Stadium 2002 |

| Shizuoka 24 agosto 2013 | Shimizu S-Pulse | – | Urawa Reds | Outsourcing Stadium Nihondaira |

| Yokohama 28 agosto 2013 | F·Marinos | – | Urawa Reds | Nissan Stadium |

| Saitama 31 agosto 2013 | Urawa Reds | – | Albirex Niigata | Saitama Stadium 2002 |

| Tokyo 14 settembre 2013 | FC Tokyo | – | Urawa Reds | Tokyo Stadium |

| Saitama 21 settembre 2013 | Urawa Reds | – | Ventforet Kofu | Saitama Stadium 2002 |

| Hiratsuka 28 settembre 2013 | Shonan Bellmare | – | Urawa Reds | BMW Stadium |

| Saitama 5 ottobre 2013 | Urawa Reds | – | Omiya Ardija | Saitama Stadium 2002 |

| Kashima 19 ottobre 2013 | Kashima Antlers | – | Urawa Reds | Kashima Soccer Stadium |

| Saitama 27 ottobre 2013 | Urawa Reds | – | Kashiwa Reysol | Saitama Stadium 2002 |

| Sendai 10 novembre 2013 | Vegalta Sendai | – | Urawa Reds | Yurtec Stadium Sendai |

| Saitama 23 novembre 2013 | Urawa Reds | – | Kawasaki Frontale | Saitama Stadium 2002 |

| Tosu 30 novembre 2013 | Sagan Tosu | – | Urawa Reds | Best Amenity Stadium |

| Saitama 7 dicembre 2013 | Urawa Reds | – | Cerezo Osaka | Saitama Stadium 2002 |

### AFC Champions League
| Arbitro: | Al-Dosari |

|                                           |           |  |
| Barrios 16’ Muriqui 65’ Suzuki 90’ (aut.) | Marcatori |  |

| Arbitro: | Williams |

|                                                                |           |           |
| Kashiwagi 8’ Sekiguchi 65’ Haraguchi 69’ Nonsrichai 78’ (aut.) | Marcatori | 90’ Siaka |

| Arbitro: | Al-Ghamdi |

|              |           |                                               |
| Haraguchi 6’ | Marcatori | 52’ Lee Seung-Ki 64’ Lee Dong-gook 70’ Eninho |

| Arbitro: | Tseytlin |

|                              |           |                    |
| Eninho 51’ Seo Sangmin 90+2’ | Marcatori | 3’ Nasu 7’ Umesaki |

| Arbitro: | Torki |

|                                         |           |                              |
| Koroki 52’ Abe 63’ Richardes 67’ (rig.) | Marcatori | 37’ Barrios 87’ da Conceiçao |

| Arbitro: | Hassan |

|  |           |          |
|  | Marcatori | 47’ Nasu |

### Coppa Yamazaki Nabisco
| Arbitro: | Toma |

|  |           |                |
|  | Marcatori | 9’, 56’ Koroki |

| Arbitro: | Iida |

|             |           |             |
| Umesaki 34’ | Marcatori | 6’ Minamino |

## Statistiche

### Statistiche di squadra
| Competizione         | Punti | Totale | Totale | Totale | Totale | Totale | Totale | D.R. |
| Competizione         | Punti | G      | V      | N      | P      | Gf     | Gs     | D.R. |
| -------------------- | ----- | ------ | ------ | ------ | ------ | ------ | ------ | ---- |
| AFC Champions League | -     | 6      | 3      | 1      | 2      | 11     | 11     | -    |
| Totale               |       | 6      | 3      | 1      | 2      | 11     | 11     |      |

### Statistiche dei giocatori
| Giocatore    | J1 League | J1 League | J1 League   | J1 League  | J. League Cup | J. League Cup | J. League Cup | J. League Cup | Coppa dell'Imperatore | Coppa dell'Imperatore | Coppa dell'Imperatore | Coppa dell'Imperatore | AFC Champions League | AFC Champions League | AFC Champions League | AFC Champions League | Totale   | Totale | Totale      | Totale     |
| Giocatore    | Presenze  | Reti      | Ammonizioni | Espulsioni | Presenze      | Reti          | Ammonizioni   | Espulsioni    | Presenze              | Reti                  | Ammonizioni           | Espulsioni            | Presenze             | Reti                 | Ammonizioni          | Espulsioni           | Presenze | Reti   | Ammonizioni | Espulsioni |
| ------------ | --------- | --------- | ----------- | ---------- | ------------- | ------------- | ------------- | ------------- | --------------------- | --------------------- | --------------------- | --------------------- | -------------------- | -------------------- | -------------------- | -------------------- | -------- | ------ | ----------- | ---------- |
| Y. Abe       | ?         | ?         | ?           | ?          | ?             | ?             | ?             | ?             | ?                     | ?                     | ?                     | ?                     | 6                    | 1                    | 0                    | 0                    | 6+       | 1+     | 0+          | 0+         |
| G. Haraguchi | ?         | ?         | ?           | ?          | ?             | ?             | ?             | ?             | ?                     | ?                     | ?                     | ?                     | 4                    | 2                    | 0                    | 0                    | 4+       | 2+     | 0+          | 0+         |
| T. Hirakawa  | ?         | ?         | ?           | ?          | ?             | ?             | ?             | ?             | ?                     | ?                     | ?                     | ?                     | 5                    | 0                    | 0                    | 0                    | 5+       | 0+     | 0+          | 0+         |
| Y. Kashiwagi | ?         | ?         | ?           | ?          | ?             | ?             | ?             | ?             | ?                     | ?                     | ?                     | ?                     | 6                    | 1                    | 0                    | 0                    | 6+       | 1+     | 0+          | 0+         |
| S. Koroki    | ?         | ?         | ?           | ?          | ?             | ?             | ?             | ?             | ?                     | ?                     | ?                     | ?                     | 5                    | 1                    | 1                    | 0                    | 5+       | 1+     | 1+          | 0+         |
| N. Kato      | ?         | ?         | ?           | ?          | ?             | ?             | ?             | ?             | ?                     | ?                     | ?                     | ?                     | 6                    | -11                  | 0                    | 0                    | 6+       | -11+   | 0+          | 0+         |
| T. Makino    | ?         | ?         | ?           | ?          | ?             | ?             | ?             | ?             | ?                     | ?                     | ?                     | ?                     | 6                    | 0                    | 0                    | 0                    | 6+       | 0+     | 0+          | 0+         |
| R. Moriwaki  | ?         | ?         | ?           | ?          | ?             | ?             | ?             | ?             | ?                     | ?                     | ?                     | ?                     | 5                    | 0                    | 2                    | 0                    | 5+       | 0+     | 2+          | 0+         |
| M. Nagata    | ?         | ?         | ?           | ?          | ?             | ?             | ?             | ?             | ?                     | ?                     | ?                     | ?                     | 2                    | 0                    | 0                    | 0                    | 2+       | 0+     | 0+          | 0+         |
| D. Nasu      | ?         | ?         | ?           | ?          | ?             | ?             | ?             | ?             | ?                     | ?                     | ?                     | ?                     | 5                    | 2                    | 0                    | 0                    | 5+       | 2+     | 0+          | 0+         |
| M. Richardes | ?         | ?         | ?           | ?          | ?             | ?             | ?             | ?             | ?                     | ?                     | ?                     | ?                     | 6                    | 1                    | 0                    | 0                    | 6+       | 1+     | 0+          | 0+         |
| K. Suzuki    | ?         | ?         | ?           | ?          | ?             | ?             | ?             | ?             | ?                     | ?                     | ?                     | ?                     | 4                    | 1                    | 2                    | 0                    | 4+       | 1+     | 2+          | 0+         |
| T. Sakano    | ?         | ?         | ?           | ?          | ?             | ?             | ?             | ?             | ?                     | ?                     | ?                     | ?                     | 4                    | 0                    | 0                    | 0                    | 4+       | 0+     | 0+          | 0+         |
| K. Sekiguchi | ?         | ?         | ?           | ?          | ?             | ?             | ?             | ?             | ?                     | ?                     | ?                     | ?                     | 6                    | 1                    | 0                    | 0                    | 6+       | 1+     | 0+          | 0+         |
| K. Suzuki    | ?         | ?         | ?           | ?          | ?             | ?             | ?             | ?             | ?                     | ?                     | ?                     | ?                     | 4                    | 1                    | 2                    | 0                    | 4+       | 1+     | 2+          | 0+         |
| K. Tsuboi    | ?         | ?         | ?           | ?          | ?             | ?             | ?             | ?             | ?                     | ?                     | ?                     | ?                     | 2                    | 0                    | 0                    | 0                    | 2+       | 0+     | 0+          | 0+         |
| T. Ugajin    | ?         | ?         | ?           | ?          | ?             | ?             | ?             | ?             | ?                     | ?                     | ?                     | ?                     | 5                    | 0                    | 1                    | 0                    | 5+       | 0+     | 1+          | 0+         |
| T. Umesaki   | ?         | ?         | ?           | ?          | ?             | ?             | ?             | ?             | ?                     | ?                     | ?                     | ?                     | 4                    | 0                    | 2                    | 0                    | 4+       | 0+     | 2+          | 0+         |
| S. Yajima    | ?         | ?         | ?           | ?          | ?             | ?             | ?             | ?             | ?                     | ?                     | ?                     | ?                     | 1                    | 0                    | 0                    | 0                    | 1+       | 0+     | 0+          | 0+         |
| N. Yamada    | ?         | ?         | ?           | ?          | ?             | ?             | ?             | ?             | ?                     | ?                     | ?                     | ?                     | 1                    | 0                    | 1                    | 0                    | 1+       | 0+     | 1+          | 0+         |